# Rhyparus azumai
Rhyparus azumai är en skalbaggsart som beskrevs av Takeshiko Nakane 1956. Rhyparus azumai ingår i släktet Rhyparus och familjen Aphodiidae. Utöver nominatformen finns också underarten R. a. loebli.